# Germán Pomares
Germán Pomares Ordóñez (1937-1979), conocido por "El Danto" (Tapir), fue un revolucionario nicaragüense.
Germán Pomares fue fundador del Frente Sandinista de Liberación Nacional (FSLN) junto, entre otros,  Tomás Borge Martínez, Silvio Mayorga, Carlos Fonseca, Rigoberto Cruz (Pablo Úbeda), Jorge Navarro y Francisco Buitrago.  y miembro de la Dirección Nacional Histórica del Frente Sandinista de Liberación Nacional (FSLN). Fue un destacado jefe militar en la lucha armada contra el régimen de la familia Somoza a mediados del siglo XX.
Es honrado como "Héroe Nacional de Nicaragua", con los títulos póstumos de "Comandante Guerrillero" del FSLN y "Comandante de Brigada" del EPS
Murió a escasas semanas del triunfo revolucionario en una acción bélica en el cerro La Cruz cerca de la ciudad de Jinotega.

## Biografía
Germán Pomares Ordóñez nació en El Viejo, el 17 de agosto de 1937. Fue el mayor de cuatro hermanos (Germán, Carmen, Luis y José Gregorio ). Su madre, Celia Marcela Pomares conocida por Celita y su padre Ángel Ordóñez Picado. La familia de Pomares estaba inmersa en la lucha  la dictadura Somocista.
En 1958 se integra en la lucha contra la dictadura somocista y es fundador del FSLN. En julio de 1959 tuvo sus primeros contactos con sectores que luchaban por la liberación de Nicaragua. En 1960, se integró a la Juventud Patriótica Nicaragüense (JPN), y en 1961, al Movimiento Nueva Nicaragua (MNN), antecedente del Frente de Liberación Nacional (FLN), que posteriormente adoptó el nombre de Frente Sandinista de Liberación Nacional (FSLN), organización político-militar. 
El 24 de julio de 1961 arribó a la República de Cuba para recibir entrenamiento militar, regresando a Nicaragua en febrero de 1962. El 15 de julio fue capturado y privado de libertad por la Guardia Nacional (GN), en el municipio de El Viejo. El 10 de diciembre se dirigió al río Patuca, República de Honduras, donde se integró a la columna guerrillera que se preparaba para realizar acciones militares en la zona de Raití, Bocay y río Coco, participando el 23 de julio de 1963 en la toma de las poblaciones de Raití y Walaquistán. 
El 16 de abril de 1967 se integró a la base guerrillera en el cerro Pancasán, departamento de Matagalpa, destacándose por su capacidad organizativa. Construyó depósitos para almacenar alimentos en la zona de Fila Grande, Pancasán y el cerro Kiragua, tareas que alternaba con el entrenamiento militar. 
A finales de 1967 y hasta el año 1969 se dedicó al traslado de armas y combatientes por la frontera sur del país, tarea en la que  fue capturado el 18 de abril de 1969, después de un tiroteo donde resultó herido. 
Integró el Comando “Julio Buitrago” que el 23 de diciembre de 1969 ejecutó la operación de rescate de Carlos Fonseca Amador, detenido en la cárcel de Alajuela, República de Costa Rica.
En abril de 1970 fue capturado y privado de libertad en Managua, logrando salir después de un año por las protestas estudiantiles en todo el país. El 27 de diciembre de 1974 formó parte del Comando “Juan José Quezada”, del FSLN, que tomó por asalto la casa de José María Castillo Quant, logrando con esta acción, la liberación de presos políticos. En junio de 1976, junto con otros guerrilleros crean la retaguardia estratégica en la frontera norte de Costa Rica.
En 1977 participó en la elaboración del “Plan Estratégico de la Ofensiva de Octubre”, e integró el núcleo fundador del Frente Norte “Carlos Fonseca”. Durante la ofensiva de octubre de 1977 al mando de fuerzas guerrilleras, atacó los puestos de la GN en las poblaciones de Mozonte, San Fernando, Santa Clara, y las haciendas El Volcán y Mi Ilusión, en el departamento de Nueva Segovia. En la ofensiva militar del año 1978, el 3 de febrero participó en el ataque al campamento de la GN en Santa Clara. El 14 de marzo fue capturado en Honduras y deportado a la República de Panamá donde participó en enero de 1979 en “el Congresito”, reunión en la que fue nombrado jefe del Frente Norte Carlos Fonseca Amador.
El 26 de marzo de 1979 dirigió la toma del poblado El Jícaro, departamento de Nueva Segovia, iniciando la “Ofensiva Final”. Dirigió acciones armadas en Jalapa, Wiwilí y Yalí, departamento de Nueva Segovia. Días antes de la toma de Jinotega, al dirigirse a una columna guerrillera en el Cerro Cuba expresó: “Vamos a salir a darle los últimos golpes a la dictadura, yo les digo compas, que Nicaragua será libre antes de que terminen las lluvias”. El 19 de mayo de 1979, al mando de una columna guerrillera, tomó la ciudad de Jinotega. 

## Muerte
El 22 de mayo de 1979, es herido mortalmente en combate en el cerro "La Cruz" cerca de la ciudad de Jinotega, muriendo el 24 de mayo. Su caída fue un duro golpe para las fuerzas guerrilleras.

## Reconocimientos

### Mausoleo
Sus restos mortales reposan en un mausoleo erigido en su honor en el Parque Central de su ciudad natal, El Viejo.

### Héroe nacional
En reconocimiento a su legado fue declarado "Héroe Nacional de Nicaragua" mediante Decreto N.º 799, de la Junta de Gobierno de Reconstrucción Nacional, publicado en La Gaceta, Diario Oficial N.º 195 del 29 de agosto de 1981.

### Orden Germán Pomares Ordóñez
El 30 de abril de 1985 se crea la "Orden Comandante Germán Pomares Ordóñez", mediante la Ley N.º 5, Acuerdo Ejecutivo del Presidente de la República de Nicaragua, publicado en La Gaceta, Diario Oficial N.º 93 del 20 de mayo de 1985, destinada a reconocer servicios excepcionales a la patria. 
La Orden se otorga mediante Acuerdo Ejecutivo dictado por el Presidente de la República de Nicaragua.

### Billete de 20 córdobas
Su efigie apareció en el anverso de los billetes de 20 córdobas, serie E, que circularon a partir de 1979 y en su reverso aparecían las Milicias Populares Sandinistas. Nuevamente apareció en los billetes de 20 córdobas, serie A, de 1985, mientras que en el reverso estaba una manifestación campesina con una manta que tenía la frase de Bernardino Díaz Ochoa, símbolo de la lucha de los campesinos nicaragüenses, adaptada de una foto de Margarita Montealegre tomada en 1980. Posteriormente, en 1990, fueron resellados con la denominación de quinientos mil córdobas.

### Campeonato de béisbol
Desde 1980 se institutó el Campeonato Nacional de Béisbol Superior "Germán Pomares Ordóñez", también llamado "Campeonato de Béisbol de Primera División" o simplemente "El Pomares", organizado por la Comisión Nicaragüense de Béisbol Superior (CNBS) y reconocido por la Federación Nicaragüense de Béisbol Asociado (FENIBA). El torneo se caracteriza por la participación de equipos representantes de los departamentos y regiones autónomas de Nicaragua. Managua tiene dos equipos, Indios del Bóer y Dantos.